# Oculicattus
Oculicattus is een geslacht van vlinders van de familie Uilen (Noctuidae), uit de onderfamilie Pantheinae.

## Soorten
- Oculicattus boliviana Martinez, 2020[1]
- Oculicattus brehmi Martinez, 2020[1]
- Oculicattus inca Martinez, 2020[1]
- Oculicattus raizae Martinez, 2020[1]
- Oculicattus renifera (Hampson, 1913)[2]
- Oculicattus schmidti Martinez, 2020[1]
- Oculicattus uturunku Martinez, 2020[1]